# فرانکو فراری
فرانکو فراری (انگلیسی: Franco Ferrari؛ زادهٔ ۱۰ اوت ۱۹۹۵) بازیکن فوتبال اهل آرژانتین است که هم‌اکنون به‌صورت قرضی از ناپولی در باشگاه حاضر در سری سی، باشگاه فوتبال دلفینو پسکارا بازی می‌کند. از باشگاه‌هایی که او در آن بازی کرده‌است می‌توان به باشگاه فوتبال پیاچنزا و باشگاه فوتبال برشا اشاره کرد.
وی توانسته‌است اقامت و تابعیت کشور ایتالیا را نیز کسب کند و در صورت لزوم و تمایل می‌تواند برای تیم تیم ملی فوتبال این کشور نیز بازی کند.

## دوران باشگاهی
او اولین بازی خود در سری سی را برای توتوکویو در ۲۲ ژانویه ۲۰۱۷ در بازی مقابل لوپا رم انجام داد.
در ۳ اوت ۲۰۱۸، او به صورت قرضی به برشا پیوست.
در ۱۴ ژانویه ۲۰۱۹، او به صورت قرضی دیگر به پیاچنزا نقل مکان کرد.
در ۳ اوت ۲۰۱۹، فراری به صورت قرضی از باشگاه ناپولی تا ۳۰ ژوئن ۲۰۲۰ به باشگاه حاضر در سری سی، باری پیوست.
در ۳۰ ژانویه ۲۰۲۰ او به صورت قرضی به لیورنو نقل مکان کرد.
در ۳ اکتبر ۲۰۲۰ او به باشگاه فوتبال کومو قرض داده شد.
در ۳ اوت ۲۰۲۱، او به‌طور قرضی به باشگاه فوتبال دلفینو پسکارا پیوست.

## زندگی شخصی
برادر فرانکو فراری، جیانلوکا نیز بازیکن فوتبال است و در حال حاضر برای باشگاه فوتبال گودوی کروز در لیگ برتر فوتبال آرژانتین بازی می‌کند.